# Irene Abel
Irene Abel (n. 12 februarie 1953, Berlinul de Est, RDG) este o gimnastă artistică ce a reprezentat Republica Democrată Germană, medaliată olimpică. A participat la o ediție a Jocurilor Olimpice (1972) în care a câștigat o medalie de argint.

## Participări
Lista de mai jos prezintă principalele competiții la care a participat Irene Abel de-a lungul carierei.
- gymnastics at the 1972 Summer Olympics – women's artistic team all-around[*]